# یواس‌اس آلرت (۱۸۶۱)
یواس‌اس آلرت (۱۸۶۱) (به انگلیسی: USS Alert (1861)) یک کشتی بود که طول آن ۶۲ فوت (۱۹ متر) بود. این کشتی در سال ۱۸۶۱ ساخته شد.